# Benitagla
Benitagla er en by og kommune i det sydøstlige Spanien i provinsen Almería. Den har et indbyggertal på 60 (2024) indbyggere.